# جانی دورلی
جانی دورلی (ایتالیایی: Johnny Dorelli؛ زادهٔ ۲۰ فوریهٔ ۱۹۳۷) خواننده، بازیگر و مجری اهل کشور ایتالیا است. وی همسر گلوریا گوئیدا می‌باشد. 
از فیلم‌هایی که او در آن نقش داشته‌است، می‌توان به ارواح شهوت‌زده، دارم یه قایق تفریحی می‌گیرم، سکس و لذت، عشق‌های من، سکس با لبخند ۲، چگونه از دست زن خلاص شده، یک معشوقه پیدا کنیم و هیولا اشاره کرد.